# Zabrdica
Zabrdica (cyr. Забрдица) – wieś w Serbii, w okręgu kolubarskim, w mieście Valjevo. W 2011 roku liczyła 352 mieszkańców.